# Ebito dereus
Ebito dereus är en stekelart som beskrevs av John S. Noyes och Woolley 1994. Ebito dereus ingår i släktet Ebito och familjen sköldlussteklar. Inga underarter finns listade i Catalogue of Life.